# Magnusze
Magnusze [maɡˈnuʂɛ] est un village polonais de la gmina de Mońki dans le powiat de Mońki, dans la voïvodie de Podlachie, au nord-est du pays. Il est situé à environ 6 km au sud de Mońki et à 38 km au nord-ouest de la capitale régionale Bialistock.